# Lipe Volpato
Luiz Felipe "Lipe" Volpato Santos (São Paulo, 4 de julho de 2001) é um ator e dublador brasileiro. Ainda adolescente, ficou conhecido no mundo da dublagem por interpretar o personagem Atreus, filho de Kratos, no jogo God of War. Outro papel com bastante destaque presente em seu currículo é o protagonista do anime Boku no Hero Academia, Midoriya.

## Carreira
Participou do elenco da novela de sucesso infanto-juvenil de 2015, Cúmplices de um Resgate do SBT, interpretando Mateus Jardim, um dos grandes amigos da protagonista Manuela (Larissa Manoela). Em 2019 ainda em produções audiovisuais, fez a série Mal Me Quer, da Warner Bros.
Se tornou segunda voz do falecido ator norte-americano Cameron Boyce nas produções do Disney Channel, em uma das maiores franquias de filmes do canal, Descdendentes 2 e 3. Chegou a fazer teste para dublar Monkey D. Luffy na versão live-action da Netflix de One Piece.
Já participou de várias convenções de anime, como a Anime Friends e o Anime Summit. Em 2022, ele foi indicado ao Anime Awards Brasil, na categoria "Melhor Performance em Dublagem Brasileira", por seu papel em Boku no Hero Academia.

## Dublagem

### Filmes
| Ano  | Título                                             | Papel           | Ator          |
| ---- | -------------------------------------------------- | --------------- | ------------- |
| 2006 | Ultraman Mebius & Ultraman Brothers – Yapool Ataca | Jinguuji Takato | Ouga Tanaka   |
| 2015 | Descendentes 2                                     | Carol de Vil    | Cameron Boyce |
| 2017 | Descendentes 3                                     | Carol de Vil    | Cameron Boyce |

### Séries
| Ano       | Título | Papel                          | Ator            |
| --------- | ------ | ------------------------------ | --------------- |
| 2018-2022 | Elite  | Samuel "Samu" García Domínguez | Itzan Escamilla |

### Animações
| Ano  | Título                      | Papel | Voz Original    |
| ---- | --------------------------- | ----- | --------------- |
| 2015 | O Bom Dinossauro            | Buck  | Marcus Scribner |
| 2016 | O Reino Gelado: Fogo e Gelo | Kai   | Nikolay Bystrov |

### Animes
| Ano       | Título                  | Papel          | Voz Original    |
| --------- | ----------------------- | -------------- | --------------- |
| 2015-2019 | One Punch-Man           | Kid Emperor    | Minami Takayama |
| 2016      | Bungo Stray Dogs        | Kenji Miyazawa | Hiroyuki Kagura |
| 2016-2018 | Mob Psycho 100          | Sho Suzuki     | Sachi Kokuryu   |
| 2018      | SWORDGAI: The Animation | Kuroumaru      | Ayumu Murase    |
| 2021      | Boku no Hero Academia   | Midoriya       | Daiki Yamashita |
| 2021      | Horimiya                | Shindo         | Taku Yashiro    |

### Jogos
| Ano  | Título     | Papel  | Voz Original |
| ---- | ---------- | ------ | ------------ |
| 2018 | God of War | Atreus | Sunny Suljic |